# Chauffecourt
Chauffecourt település Franciaországban, Vosges megyében. Lakosainak száma 41 fő (2022. január 1.). Chauffecourt Mazirot, Ambacourt és Bettoncourt községekkel határos.

## Népesség
A település népességének változása:
| Lakosok száma | 35   | 39   | 42   | 42   | 42   | 43   | 42   | 42   | 41   |
|               | 2013 | 2015 | 2016 | 2017 | 2018 | 2019 | 2020 | 2021 | 2022 |